# Åre

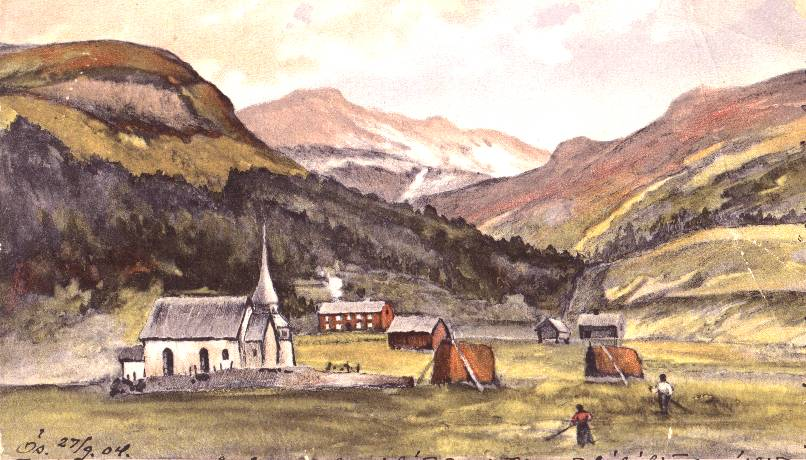
Åre, cartolina spedita il 27 settembre 1904.

Åre (AFI: ˈôːrɛ), Ååre in lingua sami meridionale, è un villaggio nel comune svedese di Åre, nella contea di Jämtland, nella parte nord-occidentale della nazione. Conta circa 1 000 abitanti.
Åre, nei pressi del Monte Åreskutan, è un importante centro per gli sport invernali. Ha ospitato i mondiali di sci alpino nel 1954, nel 2007 e nel 2019; insieme a Stoccolma, è stata candidata all'organizzazione delle Olimpiadi invernali del 2026. Il 25% dell'economia del comune è basata sul turismo, principalmente grazie alle località sciistiche di Åre e Storlien.